# Comitatul Cuyahoga, Ohio
Comitatul Cuyahoga (în engleză Cuyahoga County) este un comitat din statul Ohio, Statele Unite ale Americii.

## Comitate adiacente
- Lake County (nord-est)
- Geauga County (est)
- Summit County (sud-est)
- Medina County (sud-vest)
- Lorain County (vest)
- Portage County (sud-vest)